# Regina Pacisklooster (1930)
Het Regina Pacisklooster was een rooms-katholiek klooster met twee jongensscholen aan het Willem Beukelszplein in Rotterdam. 
Het klooster werd gebouwd voor de Broeders van Maastricht, die in Spangen het katholieke onderwijs voor jongens verzorgden. In 1927 werd de eerste katholieke jongensschool "Sint-Jozef" geopend, direct achter de Sint-Nicolaaskerk aan de Schaepmanstraat. De broeders woonden toen in een gehuurd huis aan de Mathenesserstraat. Het aantal kinderen groeide echter zo snel dat een jaar later dit gebouw al te klein was en de parochie een nieuw stuk grond kocht aan het Willem Beukelszplein om twee nieuwe jongensscholen en een klooster voor de broeders te kunnen bouwen. De scholen waren in 1929 gereed, waarna de Jozefschool werd opgeheven en opging in de aanpalende Mariaschool voor meisjes. De nieuwe Sint-Matthiasschool stond aan de Nanningstraat en de Sint-Nicolaasschool stond aan de  Willem-Beukelszoonstraat. Het klooster Regina Pacis werd tussen de beide scholen ingebouwd en was in 1930 gereed.
Het klooster en de scholen werden ontworpen door Jos Margry in traditionalistische stijl. In april 1930 werd het klooster plechtig ingewijd door deken J.W. van Heeswijk van Rotterdam. 
Op 31 maart 1943 werd het klooster bij het Bombardement op Rotterdam-West geheel verwoest. De broeders gingen vervolgens in Schiedam wonen. Pas in 1959 werd op dezelfde plaats een nieuw Regina Pacisklooster gebouwd, dat tot 2012 als zodanig in gebruik is gebleven bij de congregatie. De Sint-Nicolaasschool werd ook herbouwd en bestaat nog steeds aan de Schiedamseweg bij het klooster.